# بولنت جواهر
بولنت جواهر (انگلیسی: Bülent Cevahir؛ زادهٔ ۱۳ فوریهٔ ۱۹۹۲) بازیکن فوتبال اهل ترکیه است.
از باشگاه‌هایی که در آن بازی کرده‌است می‌توان به باشگاه فوتبال مانیسااسپور اشاره کرد.
وی همچنین در تیم‌های ملی فوتبال زیر ۲۱ سال ترکیه و Turkey A2 national football team بازی کرده‌است.